# Tipula (Acutipula) indra
Tipula (Acutipula) indra is een tweevleugelige uit de familie langpootmuggen (Tipulidae). De soort komt voor in het Oriëntaals gebied.